# Sinfonie allegre

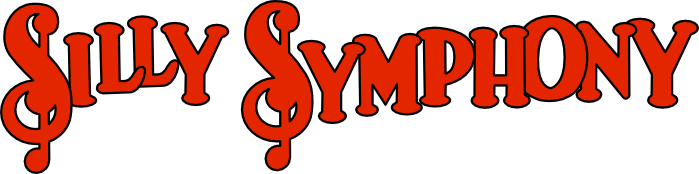
Logo originale delle Sinfonie allegre

Le Sinfonie allegre (Silly Symphonies) sono una serie di 75 cortometraggi animati prodotti dalla Walt Disney Productions tra il 1929 e il 1939. Diversamente dalla contemporanea serie Mickey Mouse, le Sinfonie allegre non usavano personaggi fissi (fatta eccezione per i Tre Porcellini, la Lepre e la Tartaruga e i Tre Orfanelli). Paperino è apparso per la prima volta in un cartone della serie Sinfonie allegre (La gallinella saggia, 1934), e la prima apparizione di Pluto senza Topolino è stata in Solo cani (1932), anch'esso della serie Sinfonie allegre.

## Storia
La serie fu inizialmente distribuita dalla Celebrity Productions, dal 1929 al 1930. Dopo aver visto La danza degli scheletri, la direzione della Columbia Pictures divenne presto interessata nella distribuzione della serie. A riprova di questo è il fatto che la Columbia Pictures nel periodo tra il 1930 e il 1932 distribuì la serie Mickey Mouse a condizione di avere i diritti esclusivi della serie Silly Symphonies.
I titoli di testa dei cortometraggi pubblicati da Celebrity Productions e Sony/Columbia Pictures furono tutti ridisegnati dopo che Walt Disney cessò di distribuire i suoi cartoni con queste compagnie. Quando nel 1932 passò alla United Artists sui titoli di testa venne scritto "Mickey Mouse presents a Walt Disney Silly Symphony". Quando Disney iniziò a distribuire i suoi cartoni con RKO Radio Pictures i titoli di testa furono tutti rimpiazzati con le parole "A Walt Disney Silly Symphony"
Poco dopo il passaggio alla United Artists la serie divenne più popolare. Walt Disney aveva visto alcuni testi di Herbert Kalmus per un nuovo processo Technicolor a tre colori che avrebbe sostituito il precedente processo Technicolor a due colori. Disney firmò un contratto con la Technicolor che garantiva ai Disney studio l'esclusiva per il nuovo processo sino alla fine del 1935 e fece ricostruire a colori la Sinfonia allegra Fiori e alberi, ormai completa al 60%. Fu un successo fenomenale e, nel giro di un anno, Sinfonie allegre raggiunse un successo e una popolarità tale da eguagliare la serie Mickey Mouse. Alcune delle Sinfonie, tra cui I tre porcellini (1933), La cicala e la formica (1934), La lepre e la tartaruga (1935), Il cugino di campagna (1936) ispirato al vestito di Topolino visto in Tre sul campanile, Il vecchio mulino (1937), I pescatori di stelle (1938), e Il piccolo diseredato (1939, originariamente prodotta in bianco e nero nel 1931), sono tra i più importanti film prodotti da Walt Disney.
La serie Sinfonie allegre era usata da Walt Disney come una piattaforma per fare esperimenti con nuovi processi, nuove tecniche, nuovi personaggi, e nuove storie allo scopo di perfezionare l'arte dell'animazione. Tra le innovazioni introdotte grazie alla serie vi sono il Technicolor, una migliore e più credibile animazione dei personaggi, effetti speciali, e racconti drammatici nell'animazione. Gli esperimenti di Disney furono ammirati e per questo Sinfonie allegre vinse sette Oscar al miglior cortometraggio d'animazione, mantenendo tale titolo per sei anni consecutivi dopo l'introduzione del titolo. Questo record fu raggiunto solo dalla serie Tom & Jerry della MGM negli anni quaranta e cinquanta.
Le serie Looney Tunes e Merrie Melodies della Warner Bros. derivarono il loro nome dalla serie "Silly Symphonies". La serie televisiva Mickey Mouse Works ha usato il titolo Silly Symphonies per alcuni dei suoi nuovi cartoni, ma diversamente da quelli originali, presentavano personaggi fissi. Disney realizzò anche strisce e giornalini con questo titolo.
In Italia i corti iniziarono ad arrivare dal 1930; distribuiti nei cinema, venivano trasmessi come "completamento della serata" in seguito ai lungometraggi, sovente in compagnia di altri corti animati. Tra il 1933 e il 1936, a causa dei contingentamenti, la serie venne distribuita in un numero limitato di corti. La Disney ha pubblicato il DVD Silly Symphonies come parte della serie "Walt Disney Treasures". Negli Stati Uniti è stato distribuito anche il disco More Silly Symphonies (Volume Two), che completa la collezione e rende disponibile al pubblico tutta la serie.

## Filmografia
- La danza degli scheletri (The Skeleton Dance), regia di Walt Disney (1929)
- Toreador senza paura (El Terrible Toreador), regia di Walt Disney (1929)
- Quando torna primavera (Springtime), regia di Walt Disney (1929)
- La caverna dei diavoli (Hell's Bells), regia di Ub Iwerks (1929)
- Folletti in vacanza (The Merry Dwarfs), regia di Walt Disney (1929)
- Danza delle api (Summer), regia di Ub Iwerks (1930)
- Scoiattoli e corvi (Autumn), regia di Ub Iwerks (1930)
- Il leone e i cannibali (Cannibal Capers), regia di Burt Gillett (1930)
- Oceano in festa (Frolicking Fish), regia di Burt Gillett (1930)
- Si balla al Polo Nord (Arctic Antics), regia di Ub Iwerks (1930)
- La befana del ragno (Midnight in a Toyshop), regia di Wilfred Jackson (1930)
- Notte d'incubo (Night), regia di Walt Disney (1930)
- Il flirt delle scimmie (Monkey Melodies), regia di Burt Gillett (1930)
- Inverno (Winter), regia di Burt Gillett (1930)
- Il dio Pan (Playful Pan), regia di Burt Gillett (1930)
- Squadriglia eroica (Birds of a Feather), regia di Burt Gillett (1931)
- Alla corte di re Bum-bum (Mother Goose Melodies), regia di Burt Gillett (1931)
- Porcellane che vivono (The China Plate), regia di Wilfred Jackson (1931)
- Castorino senza paura (The Busy Beavers), regia di Burt Gillett (1931)
- Guerra al micio (The Cat's Out), regia di Wilfred Jackson (1931)
- Il mistero della Sfinge (Egyptian Melodies), regia di Wilfred Jackson (1931)
- La bottega dell'orologiaio (The Clock Store), regia di Wilfred Jackson (1931)
- The Spider and the Fly, regia di Wilfred Jackson (1931)
- Caccia alla volpe (The Fox Hunt), regia di Wilfred Jackson (1931)
- L'anitroccolo eroico (The Ugly Duckling), regia di Wilfred Jackson (1931)
- The Bird Store, regia di Wilfred Jackson (1932)
- Gli orsi e le api (The Bears and the Bees), regia di Wilfred Jackson (1932)
- Solo cani (Just Dogs), regia di Burt Gillett (1932)
- Fiori e alberi (Flowers and Trees), regia di Burt Gillett (1932)
- Re Nettuno (King Neptune), regia di Burt Gillett (1932)
- Maggiolini in amore (Bugs in Love), regia di Burt Gillett (1932)
- Nel paese delle fate (Babes in the Woods), regia di Burt Gillett (1932)
- Papà Natale (Santa's Workshop), regia di Wilfred Jackson (1932)
- La primavera (Birds in the Spring), regia di David Hand (1933)
- L'arca di Noè (Father Noah's Ark), regia di Wilfred Jackson (1933)
- I tre porcellini (Three Little Pigs), regia di Burt Gillett (1933)
- Nel regno della felicità (Old King Cole), regia di David Hand (1933)
- Ninna nanna (Lullaby Land), regia di Wilfred Jackson (1933)
- Il piffero magico (The Pied Piper), regia di Wilfred Jackson (1933)
- La notte di Natale (The Night Before Christmas), regia di Wilfred Jackson (1933)
- Il negozio di porcellane (The China Shop), regia di Wilfred Jackson (1934)
- La cicala e la formica (The Grasshopper and the Ants), regia di Wilfred Jackson (1934)
- I coniglietti buffi (Funny Little Bunnies), regia di Wilfred Jackson (1934)
- Cappuccetto Rosso (The Big Bad Wolf), regia di Burt Gillett (1934)
- La gallinella saggia (The Wise Little Hen), regia di Wilfred Jackson (1934)
- Il topolino e la fata (The Flying Mouse), regia di David Hand (1934)
- Pinguini innamorati (Peculiar Penguins), regia di Wilfred Jackson (1934)
- La dea della primavera (The Goddess of Spring), regia di Wilfred Jackson (1934)
- La lepre e la tartaruga (The Tortoise and the Hare), regia di Wilfred Jackson (1935)
- Re Mida (The Golden Touch), regia di Walt Disney (1935)
- Il gattino brigante (The Robber Kitten), regia di David Hand (1935)
- Il lago incantato (Water Babies), regia di Wilfred Jackson (1935)
- Carnevalesca (The Cookie Carnival), regia di Ben Sharpsteen (1935)
- Chi ha ucciso Cock Robin? (Who Killed Cock Robin?), regia di David Hand (1935)
- L'isola del jazz (Music Land), regia di Wilfred Jackson (1935)
- I tre orfanelli (Three Orphan Kittens), regia di David Hand (1935)
- Gallo in passeggiata (Cock o' the Walk), regia di Ben Sharpsteen (1935)
- Giocattoli rotti (Broken Toys), regia di Ben Sharpsteen (1935)
- Elefante infelice (Elmer Elephant), regia di Wilfred Jackson (1936)
- I tre lupetti (Three Little Wolves), regia di David Hand (1936)
- Il campione (Toby Tortoise Returns), regia di Wilfred Jackson (1936)
- I tre moschettieri ciechi (Three Blind Mouseketeers), regia di David Hand (1936)
- Il cugino di campagna (The Country Cousin), regia di David Hand e Wilfred Jackson (1936)
- Pluto fra i pulcini (Mother Pluto), regia di David Hand (1936)
- Gattini in festa (More Kittens), regia di David Hand e Wilfred Jackson (1936)
- Rumba (Woodland Café), regia di Wilfred Jackson (1937)
- Il piccolo Hiawatha (Little Hiawatha), regia di David Hand (1937)
- Il vecchio mulino (The Old Mill), regia di Wilfred Jackson e Graham Heid (1937)
- La falena e la fiamma (The Moth and the Flame) regia di Burt Gillett (1938)
- I pescatori di stelle (Wynken, Blynken & Nod), regia di Graham Heid (1938)
- Sinfonia della fattoria (Farmyard Symphony), regia di Jack Cutting (1938)
- Sirenette in festa (Merbabies), regia di Rudolf Ising e Vernon Stallingsf (1938)
- Tra le stelle di Hollywood (Mother Goose Goes Hollywood), regia di Wilfred Jackson (1938)
- Jimmy porcellino inventore (The Practical Pig), regia di Dick Rickard (1939)
- Il piccolo diseredato (Ugly Duckling), regia di Jack Cutting (1939)

## Adattamenti a fumetti
Un'omonima serie a fumetti su tavole domenicali uscì sui quotidiani statunitensi dal 10 gennaio 1932 al 12 luglio 1942. La striscia conteneva adattamenti di 15 cartoni animati della serie Sinfonie allegre (tra cui Squadriglia eroica, Il gattino brigante, Elefante infelice, Il piccolo Hiawatha e Sinfonia della fattoria), ma anche adattamenti di 3 lungometraggi animati (Biancaneve e i sette nani, Pinocchio e Bambi) e tavole con gag di personaggi (Paperino, Pluto, José Carioca, Panchito Pistoles).
La serie iniziò pubblicando per due anni le tavole di Buci, un personaggio basato sugli insetti di Maggiolini in amore.
Dal settembre 1952 al febbraio 1959 la Dell Comics pubblicò occasionalmente una testata intitolata Silly Symphonies, con nove numeri totali. Il primo numero di questo fumetto antologico conteneva adattamenti di alcune Sinfonie allegre, tra cui La cicala e la formica, I tre porcellini e Pluto fra i pulcini, ma includeva anche adattamenti di altri cartoni animati come L'eroico ammazzasette, Abele l'agnelleone, Morris la piccola alce, Questione di psicologia e un gran numero di storie con personaggi di altri progetti, tra cui il Grillo Parlante, Dumbo, Tamburino, Biancaneve e Orso Onofrio. Al terzo numero, nella testata non c'era quasi più materiale relativo alle Sinfonie; le storie e le attività erano per lo più basate su altri cortometraggi e lungometraggi Disney.

## Citazioni in altre opere

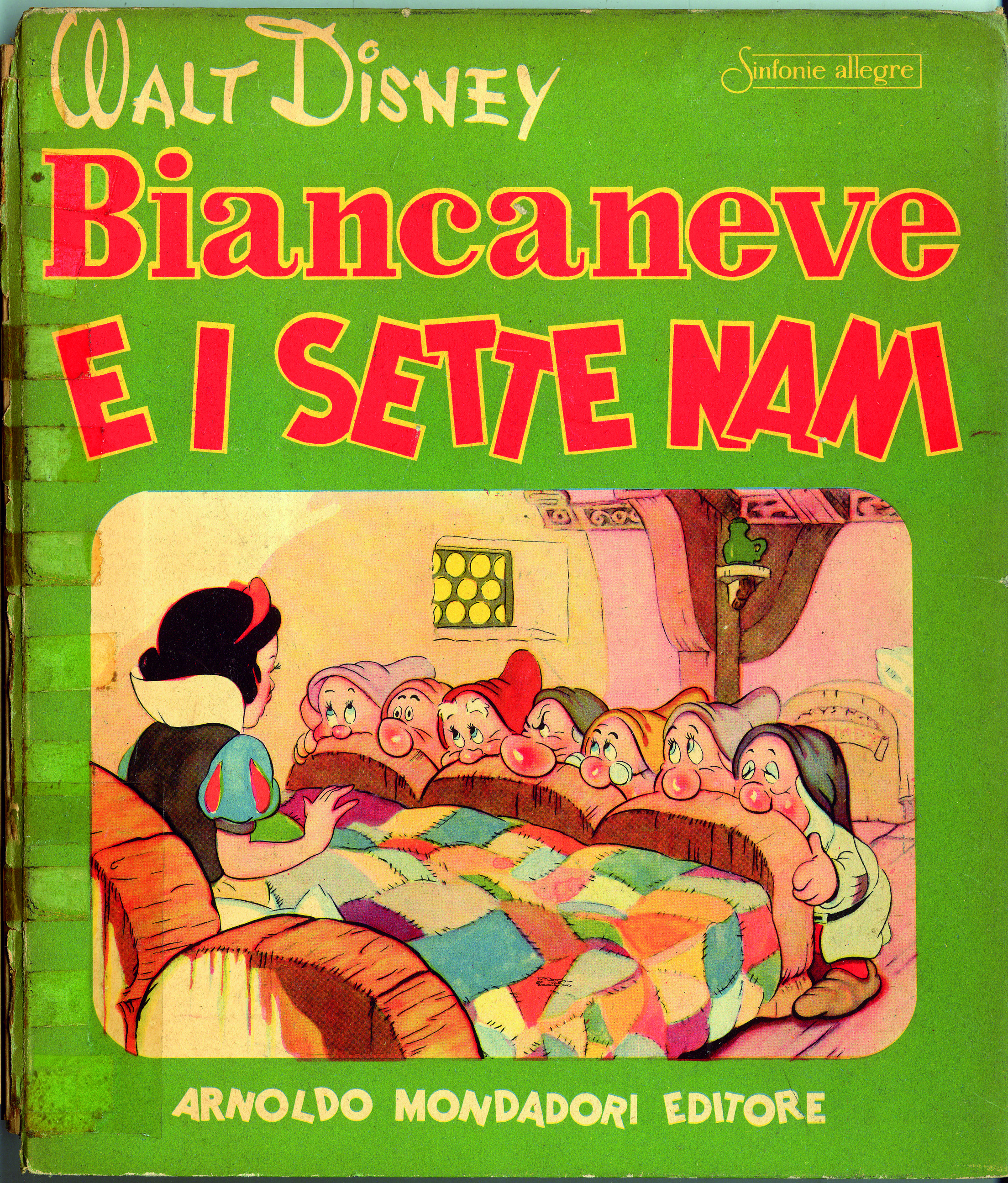
Copertina de La fiaba di Biancaneve con le illustrazioni del film Disney, pubblicata da Mondadori nella collana Sinfonie allegre (1948).

- Nel classico Disney La carica dei 101 del 1961, e principalmente nella scena in cui Sergente Tibbs tenta di liberare i cuccioli dalla villa De Mon, si scopre che Orazio e Gaspare stanno guardando alla TV uno spezzone di Quando torna primavera, una "Sinfonia allegra" del 1929.
- In una scena del film Lilo & Stitch del 2002, Lilo interpreta a Stitch una striscia a fumetti tratta da Il piccolo diseredato, un'altra "Sinfonia allegra" del 1939, per raccontargli come anche il Brutto Anatroccolo sia "solo" al mondo come lui.